# 赵却民
赵却民（1899年10月30日—1982年12月12日），曾用名赵觉民，男，湖南长沙人，中国天文学家、天文教育家，中山大学天文系主任，南京大学天文系第一任系主任，教授。